# Source Tags & Codes
 (juillet 2018).
Si vous disposez d'ouvrages ou d'articles de référence ou si vous connaissez des sites web de qualité traitant du thème abordé ici, merci de compléter l'article en donnant les références utiles à sa vérifiabilité et en les liant à la section « Notes et références ».
Albums de ...And You Will Know Us by the Trail of Dead
Madonna
(1999) The Secret of Elena's Tomb
(2005)
Source Tags & Codes est un album du groupe rock ...And You Will Know Us by the Trail of Dead paru en 2002.

## Liste des titres
1. "It Was There That I Saw You" (4:02)
2. "Another Morning Stoner" (4:33)
3. "Baudelaire" (4:16)
4. "Homage" (3:29)
5. "How Near, How Far" (4:00)
6. "Heart in the Hand of the Matter" (4:48)
7. "Monsoon" (5:53)
8. "Days of Being Wild" (3:27)
9. "Relative Ways" (4:03)
10. "After the Laughter" (1:15)
11. "Source Tags and Codes" (6:08)